# Hihi (vogel)
De hihi of geelbandhoningeter (Notiomystis cincta) is een zeldzame vogel die sterk lijkt op een kleine honingeter (familie Meliphagidae), maar die niet tot deze familie behoort. De vogel is endemisch op het Noordereiland en de aangrenzende eilanden voor de kust van Nieuw-Zeeland. De vogel werd overal uitgeroeid behalve op een klein eiland voor de kust.  Dankzij een uitgebreid soortbeschermingsplan kon deze vogel worden gered en opnieuw worden geïntroduceerd op drie andere kleine eilanden en op twee locaties op het Noordereiland. 

## Beschrijving
De hihi ziet eruit als een kleine honingeter uit de familie Meliphagidae met een donkere fluweelachtige kopkap en witte pluimpjes. Mannetjes hebben een gele band over de borst die een duidelijke scheiding markeert tussen het zwart van de kop en de rest van het lijf, dat grijs is. Vrouwtjes en onvolwassen vogels zijn wat saaier gekleurd dan de mannetjes, bij hen ontbreekt de zwarte kop en de gele band (zie foto's).
De snavel is vrij dun en gebogen en de tong is lang met een borstelvormig uiteinde voor het verzamelen van nectar. 
Hihi's zijn zeer actieve vogels die vaak geluiden maken, meestal iets wat klinkt als tzit-tzit. Verder bestaat hun repertoire uit hoge piep- en fluittonen. In het voorjaar laat het mannetje een drietonige fluittoon horen. 
De vogels voeden zich met nectar en ondervinden daarbij veel concurrentie van andere nectaretende Nieuw-Zeelandse vogelsoorten zoals de toei (Prosthemadera novaeseelandiae) en de Maori-belhoningvogel (Anthornis melanura). Door zijn geringere formaat delft de hihi het onderspit en is aangewezen op minder aantrekkelijke soorten bloesems. Verder foerageert de hihi ook op kleine insecten.

## Voortplanting
In de hihi vindt de paring plaats met de vogels niet op elkaar maar tegenover elkaar. 

## Leefgebied en status als beschermde soort
In het prille begin van de kolonisatie was de hihi een betrekkelijk algemene vogelsoort in Nieuw-Zeeland maar al rond 1885 was de vogel in het wild verdwenen van het hoofdeiland en van diverse kleinere eilanden. De exacte oorzaak van deze achteruitgang is niet duidelijk. Men vermoedt dat de introductie van de zwarte rat en bepaalde geïntroduceerde vogelziekten hem fataal werden. Alleen op Little Barriereiland overleefde een kleine populatie. In de jaren 1980 begon de New Zealand Wildlife Service (nu Department of Conservation) met de introductie van de hihi op andere kleine eilanden die als natuurreservaat werden beheerd. Daar ontstonden ook populaties in het wild. Deze acties waren onderdeel van een groot project waarin ook de bescherming en herintroductie paste van andere oorspronkelijk Nieuwe-Zeelandse vogelsoorten zoals de Kakapo and Takahe. In 2001/12 werd de totale populatie geschat op 430 volwassen vogels op vijf locaties. Omdat de vogels sterk afhankelijk zijn van allerlei beschermingsmaatregelen, staat de hihi als kwetsbaar op de Rode lijst van de IUCN.
De soort telt twee ondersoorten:
- N. c. hautura: Little Barriereiland.
- N. c. cincta: Noordereiland.

## Taxonomie
De hihi werd oorspronkelijk beschreven als een vertegenwoordiger van familie Meliphagidae die voornamelijk voorkomt in Australië en Nieuw-Guinea. Tot in 2001 bleef dit zo. Moleculair genetisch onderzoek daarna wees uit dat de hihi niet zo nauw verwant was aan de honingeters en zijn naaste verwanten. De vogel is wel verwant aan de endemische Nieuw-Zeelandse lelvogels (Callaeidae).  In 2007 werd besloten dat de hihi moest worden ingedeeld bij een eigen familie, de Notiomystidae.